# Миддельхауфе, Лиза
Лиза Миддельхауфе (рожд. Элизабет Шапхаус (нем. Elisabeth Schaphaus); нем. Lisa Middelhauve, род. 28 ноября 1980 года в Билефельде, Германия) — немецкая певица

, экс-вокалистка симфо-метал-группы Xandria.

## Биография
Лиза присоединилась к Xandria в 2000 году, когда группа возобновила творческую деятельность после трёхлетнего перерыва. Вместе с Миддельхауфе коллектив записал 4 студийных альбома на лейбле Drakkar Records. 30 апреля 2008 года вокалистка покинула группу, ссылаясь на личные причины и дискомфорт в роли фронтмена. Однако после ухода из Xandria новой вокалистки, Керстин Бишоф, музыканты попросили Лизу вернуться на время. Миддельхауфе поддержала коллектив и помогла группе провести весеннее турне 2010 года, в том числе и концерт в Москве, ставший для неё прощальным в этой роли. Но после этого, несмотря на различные слухи, она всё же окончательно покинула Xandria.
В 2011 году Лиза выступила на нескольких концертах французской группы Whyzdom, которые на тот момент искали новую вокалистку, а также приняла участие в туре группы Serenity, в поддержку Delain.
Впоследствии Лиза говорила, что занимается написанием своего сольного альбома, но никаких сведений о времени его выхода до сих пор нет. В настоящее время она довольствуется ролью продавца в книжном магазине Lagerverkauf Joswig в Билефельде.

### Личная жизнь
В 2005 году Лиза вышла замуж за Нильса Миддельхауфе, в то время также участника группы Xandria (покинул коллектив в 2012 г.). В декабре 2013 года Лиза на своей странице в Facebook сообщила о разводе.

## Дискография

### Альбомы
- 2003 — Kill the Sun
- 2004 — Ravenheart
- 2005 — India
- 2007 — Salomé — The Seventh Veil

### Мини-альбомы
- 2004 — Eversleeping

### Демо
- 2000 — Kill the Sun

### Сборники
- 2008 — Now & Forever — Best of Xandria (CD + DVD)

### Синглы
- 2003 — Kill the Sun
- 2004 — Ravenheart
- 2005 — In Love With the Darkness
- 2007 — Save My Life
- 2007 — Sisters of The Light